# Faye Emerson
Pour les articles homonymes, voir Emerson.
Faye (Margaret) Emerson, née le 8 juillet 1917 à Elizabeth (Louisiane, États-Unis) et morte le 9 mars 1983 à Deià (Majorque, Espagne), est une actrice américaine.

## Biographie
Au cinéma, Faye Emerson participe à trente-deux films américains (les premiers, dans des petits rôles parfois non crédités), entre 1941 et 1957. Elle est surtout connue pour sa contribution à des films de la Warner Bros., dans les années 1940, comme Le Masque de Dimitrios (avec Sydney Greenstreet et Zachary Scott) et Saboteur sans gloire (avec Errol Flynn et Paul Lukas), tous deux sortis en 1944.
À la télévision, outre seize émissions diverses comme elle-même, Faye Emerson apparaît dans treize séries, le tout entre 1948 et 1963, année où elle se retire.
Au théâtre, elle joue à Broadway (New York) de 1948 à 1958, dans cinq pièces, dont les adaptations de deux pièces françaises, La Parisienne d'Henri Becque (en 1950, avec Romney Brent et Helmut Dantine), et Les Pavés du ciel d'Albert Husson (en 1955, avec Jean-Pierre Aumont).
Pour ses contributions au cinéma et à la télévision, deux étoiles lui sont dédiées sur le Walk of Fame d'Hollywood Boulevard.
Elle a notamment été l'épouse de Elliott Roosevelt (1910-1990), fils de l'ancien président Franklin Delano Roosevelt.

## Filmographie partielle
Au cinéma
- 1941 : Ma femme se marie demain (Affectionately Yours) de Lloyd Bacon
- 1941 : Blues in the Night d'Anatole Litvak
- 1941 : L'Entraîneuse fatale (Manpower) de Raoul Walsh
- 1941 : Bad Men of Missouri (it) de Ray Enright
- 1941 : Nine Lives are not Enough d'A. Edward Sutherland
- 1941 : At the Stroke of Twelve de Jean Negulesco
- 1942 : Le Retour de Bill Hickok (Wild Bill Hickok Rides) de Ray Enright
- 1942 : Lady Gangster de Robert Florey
- 1942 : Murder in the Big House de William Reeves Easton
- 1942 : Danseuse de cabaret (Juke Girl) de Curtis Bernhardt
- 1942 : Secret Enemies de Benjamin Stoloff
- 1943 : La Manière forte (The Hard Way) de Vincent Sherman
- 1943 : Destination Tokyo de Delmer Daves
- 1943 : Women at War de Jean Negulesco
- 1943 : Le Chant du désert (The Desert Song) de Robert Florey
- 1943 : Food and Magic de Jean Negulesco (court métrage)
- 1943 : Air Force d'Howard Hawks
- 1944 : In Our Time de Vincent Sherman
- 1944 : Between Two Worlds de Edward A. Blatt
- 1944 : Le Masque de Dimitrios (The Mask of Dimitrios) de Jean Negulesco
- 1944 : The Very Thought of You de Delmer Daves
- 1944 : Crime by Night de William Clemens
- 1944 : Saboteur sans gloire (Uncertain Glory) de Raoul Walsh
- 1944 : Hollywood Canteen de Delmer Daves : (caméo ; elle-même)
- 1945 : Hôtel Berlin de Peter Godfrey
- 1945 : Danger Signal de Robert Florey
- 1946 : Meurtre au port (Nobody Lives Forever) de Jean Negulesco
- 1946 : Her Kind of Man de Frederick De Cordova
- 1950 : Guilty Bystander de Joseph Lerner
- 1953 : Main Street to Broadway de Tay Garnett (caméo ; elle-même)
- 1957 : Un homme dans la foule (A Face in the Crowd) d'Elia Kazan (caméo ; elle-même)

## Théâtre
Pièces jouées à Broadway
- 1948 : The Play's the Thing de Ferenc Molnár, adaptation de Pelham Grenville Wodehouse, avec Louis Calhern, Francis Compton, Ernest Cossart
- 1950 : La Parisienne (Parisienne) d'Henri Becque, adaptation d'Ashley Dukes, mise en scène de Sam Wanamaker, avec Romney Brent, Helmut Dantine
- 1955 : Les Pavés du ciel (The Heavenly Twins) d'Albert Husson, adaptation avec Jean-Pierre Aumont
- 1956 : Protective Custody d'Howard Richardson et William Berney, avec Fritz Weaver
- 1958 : En remontant à Mathusalem (Back to Methuselah) de George Bernard Shaw, avec Tyrone Power, Arthur Treacher